# براميسيوم ذهبي
براميسيوم ذهبي أو براميسيوم أوريليا هو كائن حي وحيد الخلية ينتمي لجنس البراميسيوم من شعبة الهوادب. وهو مغطى بالأهداب والذي يساعدها على الحركة والحصول على الغذاء. يتكاثر البراميسيوم جنسيا ولا جنسيا أو بواسطة عملية المزج الذاتي.